# Alloneottiosporina infundibularis
Alloneottiosporina infundibularis är en svampart som först beskrevs av B. Sutton & Alcorn, och fick sitt nu gällande namn av Nag Raj 1993. Alloneottiosporina infundibularis ingår i släktet Alloneottiosporina, divisionen sporsäcksvampar och riket svampar.   Inga underarter finns listade i Catalogue of Life.